# Videoessä
En videoessä, i längre format essäfilm eller filmessä, är en essä i filmformat som också använder sig av filmens struktur och uttrycksmedel. En videoessä kan innehålla ord, såsom uppläst essätext eller text som förekommer i bild, men den kan även vara utformad på andra sätt, till exempel som montage.
Videoessän kan ses som en underkategori till dokumentärfilmen, men också som en kritisk kommentar av denna. Mycket av tekniken och stilen hos en videoessä hämtas från den dokumentära filmens, men dess fokus ligger mer i att öppet skildra ett tema eller en idé med bistående av fakta (på samma sätt som den skrivna essän tar sig an fakta med skönlitterära metoder). Exempel på videoessäer som haft stor genomslagskraft under 2000-talet är Michael Moores Fahrenheit 9/11 och Morgan Spurlocks Super Size Me.